# Development, Growth and Differentiation
Development, growth and differentiation is een internationaal, aan collegiale toetsing onderworpen wetenschappelijk tijdschrift op het gebied van de celbiologie en ontwikkelingsbiologie. De naam wordt in literatuurverwijzingen meestal afgekort tot Dev. Growth Differ. Het wordt uitgegeven door Wiley-Blackwell namens de Japanese Society of Developmental Biologists en verschijnt tweemaandelijks.